# 代斯特尔尼克市镇

代斯特尔尼克於斯洛維尼亞的位置

代斯特尔尼克市镇是斯洛文尼亞東北部的一個市镇，行政中心为代斯特爾尼克。市镇面積为34.4平方公里，2002年人口数量为2496人。人口密度約73人/km2。

## 外部連結
- 官方网站  （斯洛文尼亚文）
- Municipality of Destrnik on Geopedia（页面存档备份，存于）